# Аманов, Владимир Иванович
Владимир Иванович Аманов (4 августа 1924, Михайлов — 5 августа 1998, Кореновск, Краснодарский край) — полный кавалер ордена Славы, старшина, разведчик.

## Биография
Владимир Иванович Аманов родился 4 августа 1924 года в г. Михайлов Рязанской области в семье рабочего. Русский. Член КПСС с 1962 г. Окончил 8 классов. Работал трактористом в МТС.
В Красной Армии с 1942 г.
На фронте в Великую Отечественную войну с августа 1943 г.
Командир отделения взвода пешей разведки сержант Аманов в ночь на 28 ноября 1943 года в 8 км восточнее г. Горки, находясь в группе захвата, первым преодолел проволочное заграждение врага, обнаружил огневую точку и участвовал в ликвидации её расчета. В ходе поиска вместе с бойцами группы уничтожил 11 немецких солдат и захватил пулемёт.
Помощник командира взвода Аманов 18 мая 1944 года в районе сёл Цир, Лахвичи, Любязь (Волынская область), находясь с группой в тылу врага, напал на обоз противника, сразил 1 гитлеровца и 1 взял в плен.
Командир отделения взвода пешей разведки старший сержант Аманов 22 марта 1945 года в районе г. Сопот (Польша), находясь с отделением в тылу противника, собрал ценные сведения, которые способствовали успешному выполнению боевой задачи полком.
23 марта 1945 года ворвался с бойцами на южную окраину Сопота, подавил 4 огневые точки и истребил до взвода живой силы врага.
В 1947 г. демобилизован.
Жил в г. Кореновск Краснодарского края.
Работал в системе общепита.
Скончался 5 августа 1998 года.

## Награды
- Орден Отечественной войны I степени[6][7]
- орден Славы 3 степени (16.12.1943).
- орден Славы 2 степени (19.6.1944).
- орден Славы 1 степени (29.6.1945)[2].
- Орден Красной Звезды[8] (07.05.1944)
- Медаль Жукова[9]
- Медаль «В ознаменование 100-летия со дня рождения Владимира Ильича Ленина» (6 апреля 1970)
- Медаль «За победу над Германией в Великой Отечественной войне 1941—1945 гг.» (9 мая 1945[10])
- Юбилейная медаль «Двадцать лет Победы в Великой Отечественной войне 1941—1945 гг.» (7 мая 1965[11])
- Юбилейная медаль «Тридцать лет Победы в Великой Отечественной войне 1941—1945 гг.»[12]
- Медаль «Сорок лет Победы в Великой Отечественной войне 1941-1945 гг.»[13]
- Юбилейная медаль «50 лет Победы в Великой Отечественной войне 1941—1945 гг.»[14]
- Медаль «Ветеран Вооружённых Сил СССР»
- Медаль «30 лет Советской Армии и Флота»[15].
- Юбилейная медаль «40 лет Вооружённых Сил СССР»[16]
- Юбилейная медаль «50 лет Вооружённых Сил СССР» (26 декабря 1967[17])
- Юбилейная медаль «60 лет Вооружённых Сил СССР» (28 января 1978[18])
- Юбилейная медаль «70 лет Вооружённых Сил СССР» (28 января 1988[19])
- Знак «Гвардия»
- Знак МО СССР «25 лет Победы в Великой Отечественной войне» (24 апреля 1970[1])

## Память
Имя героя войны увековечено на Аллее Славы мемориального комплекса в центральном сквере города Кореновска.